# Hyner
Hyner est une communauté non constituée en société du comté de Clinton, situé en Pennsylvanie, aux États-Unis. La communauté est située le long de la West Branch Susquehanna River et Pennsylvania Route 120, à 9 kilomètres de l'est de Renovo.

## Découvertes de fossiles
Le site est connu par les paléontologues pour la présence des fossiles de nombreux arthropodes et poissons qui ont été trouvés dans la formation de Catskill, et plus précisément dans les schistes de Red Hill, datant du Dévonien supérieur, un site qui est daté entre 365 et 363 millions d'années. Deux de ces taxons décrit incorporent d'ailleurs le nom de la ville dans leurs noms de genre : Hyneria, un grand poisson prédateur à nageoires à lobées ; et Hynerpeton, l'un des premiers vertébrés à quatre membres connus pour avoir possiblement pu se mouvoir sur la terre ferme.